# Bangor (Gales)
Bangor es una ciudad del norte de Gales, perteneciente al condado de Gwynedd.

## Orígenes
Los orígenes de la ciudad se vinculan a la construcción de un monasterio por el santo celta Deiniol a mediados del siglo VI. La palabra Bangor proviene de una palabra galesa que designaba un tipo de cercado, como el que había originalmente en el lugar del cenobio. En el mismo lugar se encuentra la catedral actual, aunque el edificio de la sede es más moderno, y ha sufrido muchas modificaciones a lo largo de los siglos. El obispado de Bangor es uno de los más antiguos de Gran Bretaña. La población cuenta también con la High Street (Calle Mayor) más larga de Gales. Ysgol Friars, la Escuela de los Frailes, fue fundada en 1557.
Después de una larga existencia tranquila, la población vivió un importante crecimiento cuando en 1718 se hace pasar la ruta postal Londres-Dublín por Bangor y Porthaethwy. La empresa de Richard Pennant, que abrió la cantera de Penrhyn, a la vecina Bethesda, y la unió con Bangor con una línea férrea para poder embarcar la pizarra que extraía, acabó de dar el impulso que la ciudad necesitaba. A mediados del siglo XIX, Bangor era la ciudad más importante del norte de Gales.

## La ciudad
Es sede episcopal y ciudad universitaria.
Bangor limita al sur con la Montaña Bangor (Bangor Mountain, si bien la zona residencial de Maesgeirchen, construida originalmente por el ayuntamiento como barrio de protección oficial (council housing), queda al este de dicha colina, cerca de Porth Penrhyn. La Bangor Mountain tapa el sol a zonas de la High Street, Glan Adda y Hirael, de forma que de noviembre a marzo algunos tramos de la High Street quedan permanentemente a la sombra. Por el término municipal pasan dos ríos: el Adda, canalizado, que transcurre subterráneo hasta resurgir al oeste de Y Faenol, y el río Cegin, que desemboca en Porth Penrhyn, en el límite este de la ciudad. Porth Penrhyn fue un puerto importante durante el siglo XIX, como puerta de exportación de la pizarra extraída de la cantera de Penrhyn, considerada la más grande del mundo de este mineral.
Bangor tiene un muelle de 472 metros de largo, que es el segundo más largo del país y el noveno de las islas británicas. Su nombre es Y Garth (Garth Pier en inglés), y estuvo a punto de ser demolido en 1974 por su mal estado; una campaña por su preservación consiguió que fuera registrado como monumento protegido. Las tareas de restauración empezaron en 1982 y se prolongaron hasta 1988. La estación de Bangor pertenece a la Línea Costera del Norte de Gales, que va de Crewe a Caergybi. Bangor es el extremo oeste del North Wales Path, un sendero costero de 60 millas (unos cien kilómetros) que acaba en Prestatyn.
Se sitúa frente a la isla de Anglesey (Ynis Môn en galés), de la que la separa el estrecho de Menai (en galés, el Afon Menai, el río [sic] Menai). Dos puentes, el Puente Britannia y el Puente Grog y Borth lo atraviesan.

## Cultura y deportes
Bangor es ciudad universitaria desde 1884. En las facultades de la Prifysgol Cymru (Universidad de Gales) estudian unos ocho mil alumnos. Bangor está situada en un área predominantemente galohablante: un 46.7% de la población declara que habla galés (y esto a pesar de que la mayoría de los estudiantes de la universidad proceden de fuera de Gales).
La población acogió los Eisteddfod Nacionales de Gales de los años 1890, 1902, 1915, 1931, 1940 (aunque sólo en las ondas de radio), 1943, 1971 y 2005, además de uno extraoficial en 1874.
Las emisoras de radio locales son la Champion FM 103, en inglés y galés, y la Storm FM, que emite desde la universidad. 
Bangor tiene un equipo de fútbol, el Bangor City FC, que juega en la Welsh Premier League (primera división galesa). Ha ganado varias ligas y copas, y ha representado a Gales en varias competiciones europeas. 
La ciudad de Bangor está hermanada con Soest, en Alemania.

## Galería

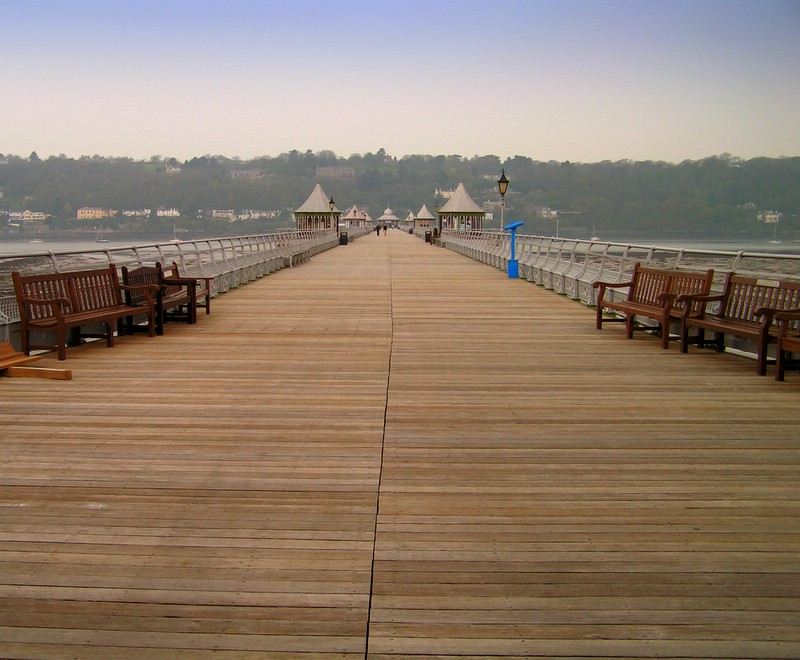
Muelle Y Garth
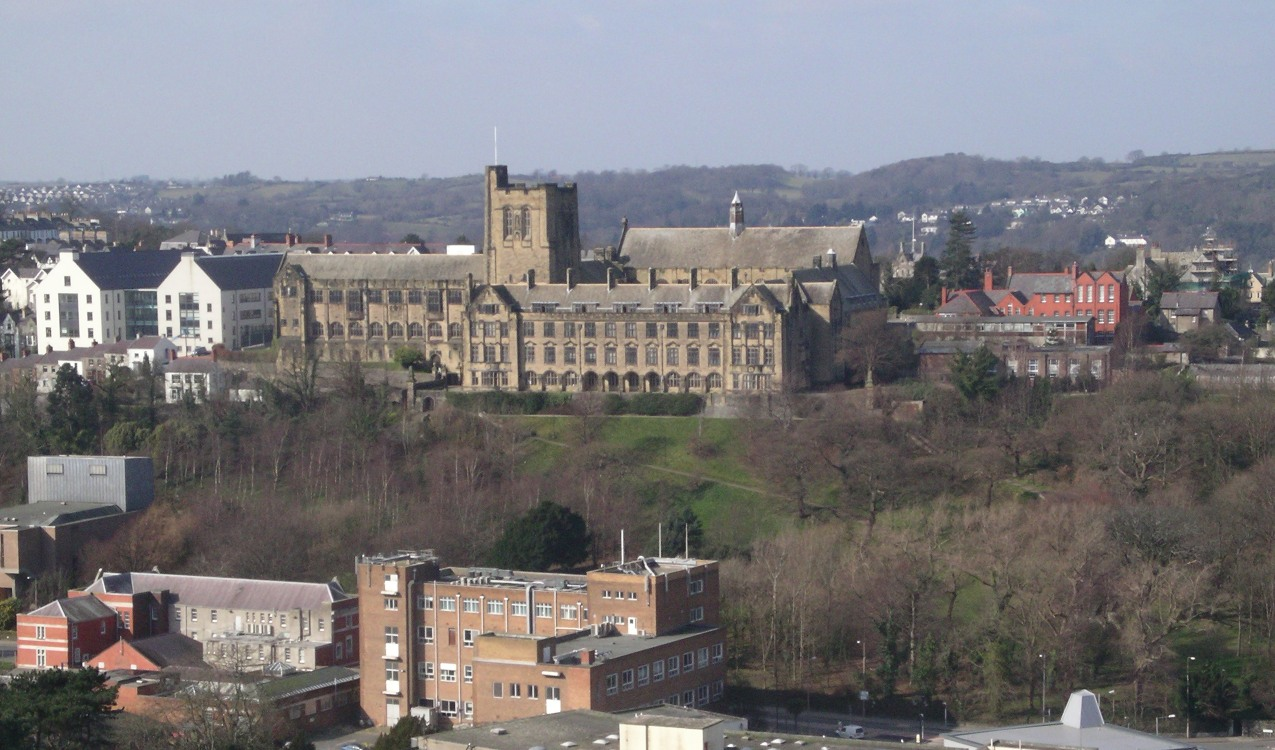
Universidad de Bangor
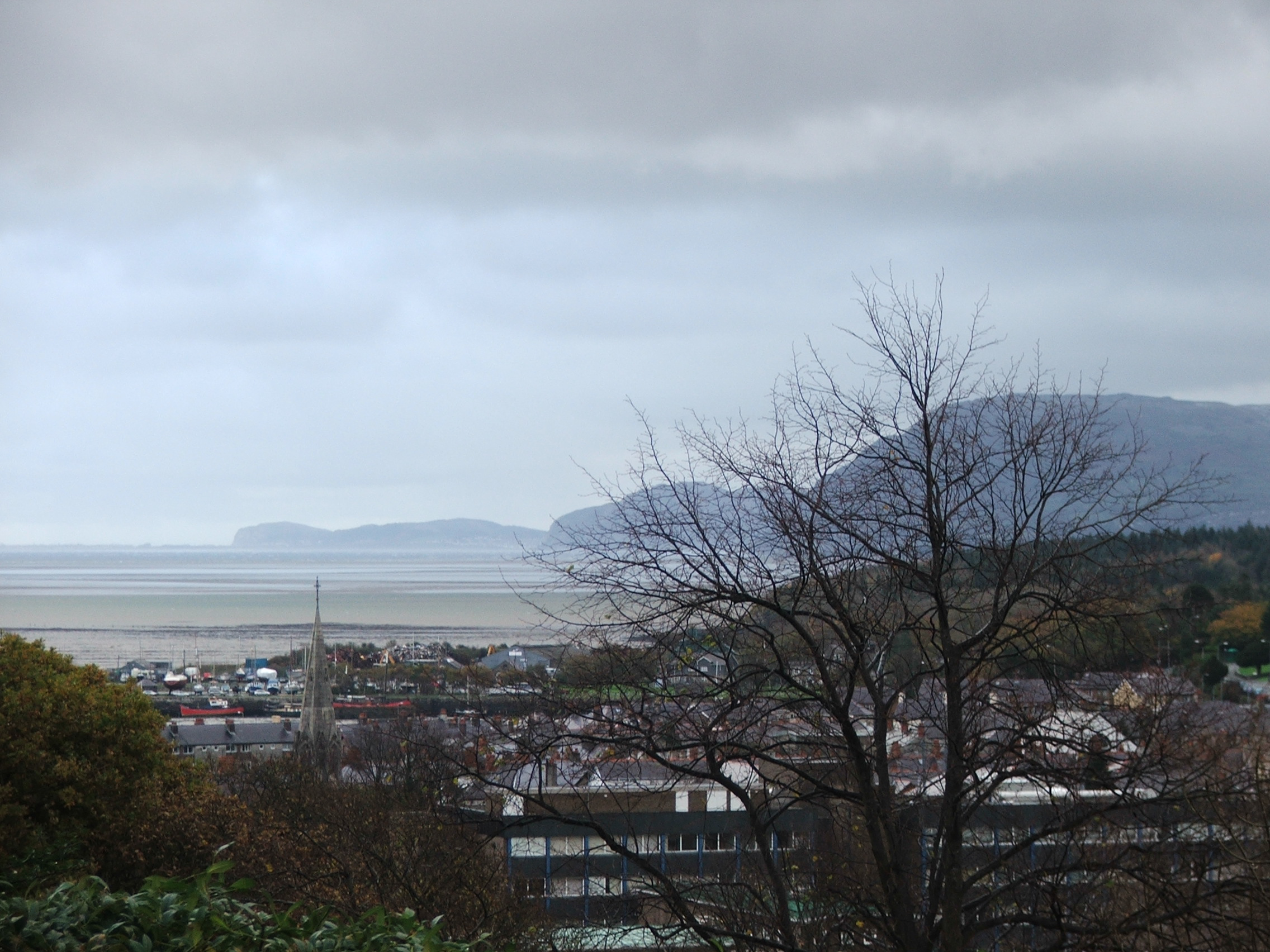
Bangor y su playa
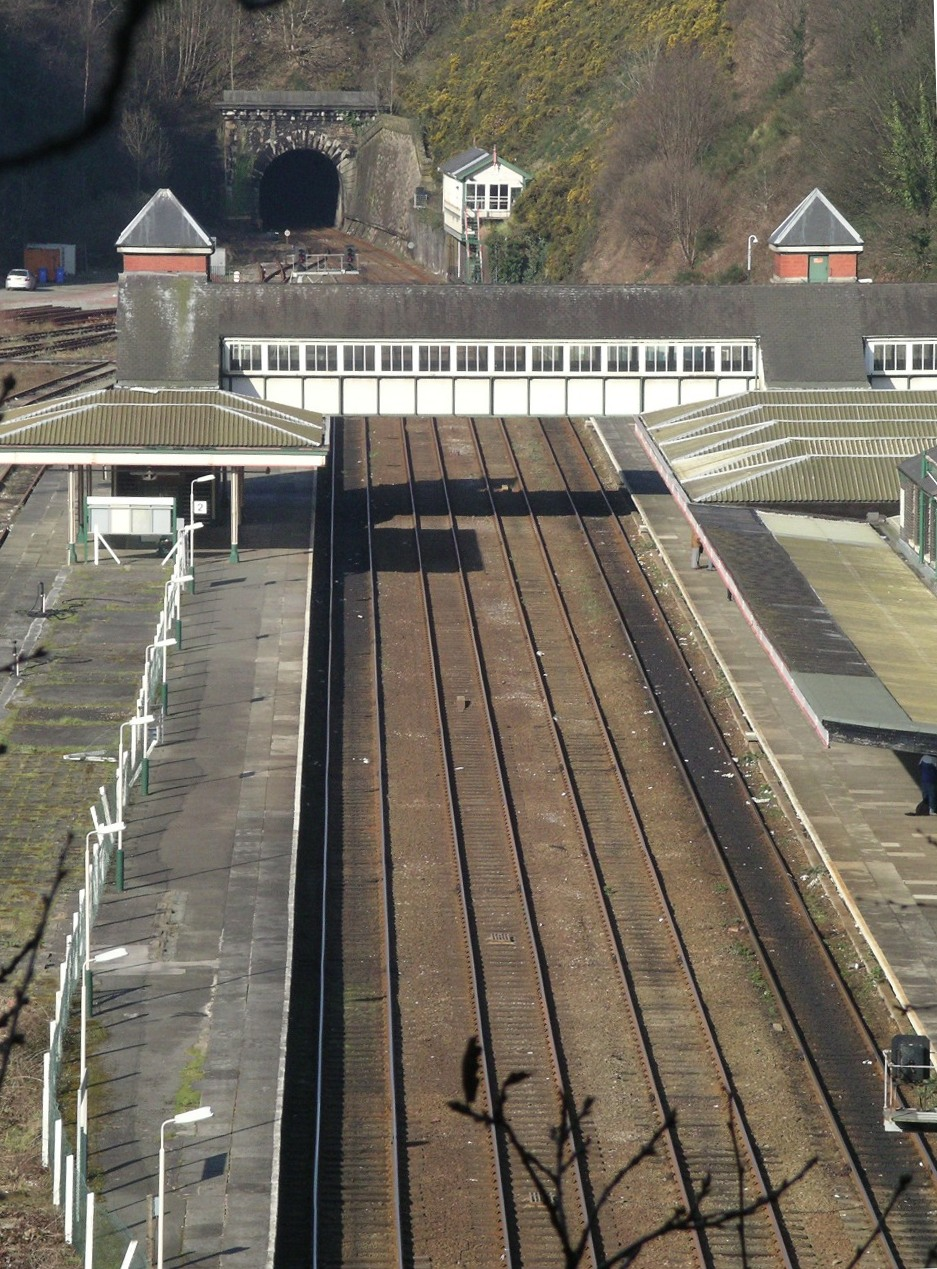
Estación de Bangor
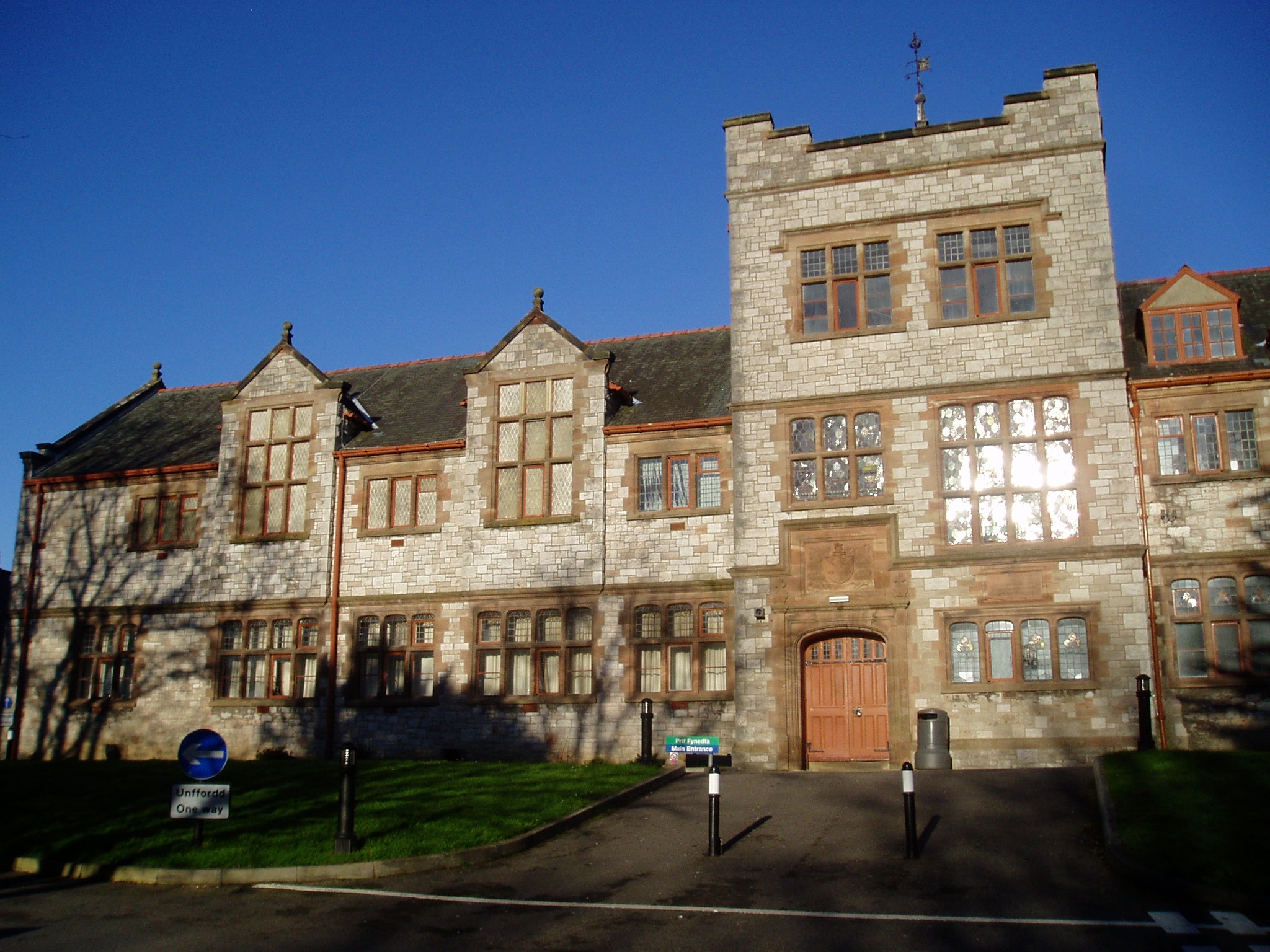
El Ysgol Friars
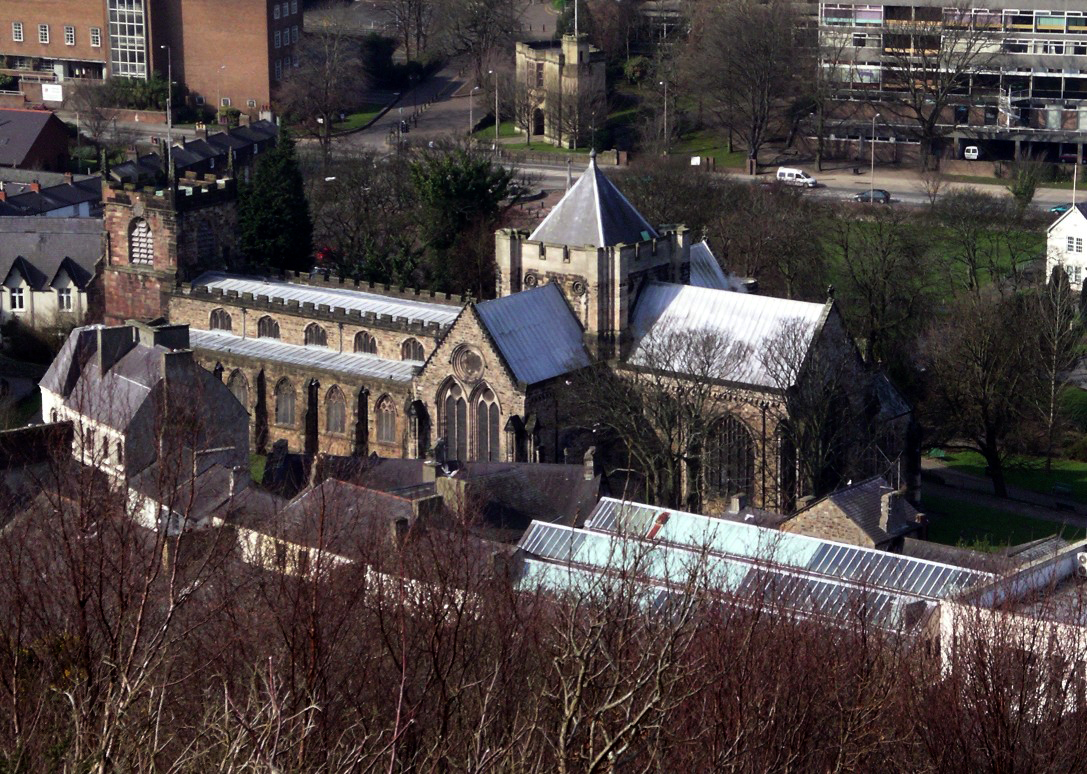
Catedral de Bangor